# فولتا كولومبيا 2022
فولتا كولومبيا 2022 (بالإسبانية: Vuelta a Colombia 2022)‏ هو سباق دراجات هوائية، وهو الموسم الثاني والسبعين من فولتا كولومبيا، وأقيم خلال الفترة من 3 يونيو 2022، وحتى 12 يونيو 2022 ضمن سباقات طواف أمريكا للدراجات 2022، وشارك فيه 174 متسابقاً ووصل إلى نهايته 101 متسابقاً.
فاز بالمركز الأول فابيو دوارتي، وبالمركز الثاني Hernando Bohórquez ‏، وبالمركز الثالث جولييان كاردونا، وكان الفائز حسب السرعة Óscar Fernández ‏، وفاز Aldemar Reyes ‏ في ترتيب النقاط، وكان الفائز حسب النقاط للشباب Cristian David Rico ‏، وكان الفائز في تصنيف الجبال Santiago Montenegro ‏، وفاز ميديلين في ترتيب الفرق.

## الفرق
| فرق قارية (5)- Colombia Potencia de la Vida–Strongman ‏ - Team Banco Guayaquil–Bianchi ‏ - Team Illuminate (men's team) ‏ - ميديلين 2022 ‏ - Movistar–Best PC ‏ فرق دراجات هواة (21)- Alcaldía de La Vega - 4WD - Deluxe‏ - Ampro-Cerveza Andina‏ - زيرو أونو كانيل 2022 ‏ - CM Team ‏ - Construcciones Zea - El Faro Eléctrico‏ - Fundación Depormundo‏ - EBSA Empresa de Energía Boyacá‏ - Nu Colombia ‏ - Fuerzas Armadas-Ejército Nacional‏ - Fundación Team Recapi‏ - Fundecom - Multirepuestos Bosa - Goci‏ - Herrera Sport-Ropa Deportiva‏ - Boyacá Raza de Campeones ‏ - Indeportes Tolima es Pasión‏ - Néctar - Indeportes Cundinamarca‏ - Orgullo Paisa ‏ - Petrolike ‏ - Supergiros–Alcaldía de Manizales ‏ - Team Sistecrédito ‏ - Team Cartagena-Liciclismo‏ - Nativos Payn‏ |  |
| |  |

## المراحل
| قائمة المراحل | قائمة المراحل | قائمة المراحل                        | قائمة المراحل        | قائمة المراحل | قائمة المراحل      | قائمة المراحل        |
| المرحلة       | التاريخ       | الدورة                               |                      | المسافة (كم)  | الفائز بالمرحلة    | القائد العام         |
| ------------- | ------------- | ------------------------------------ | -------------------- | ------------- | ------------------ | -------------------- |
| مرحلة 1       | 3 يونيو       | بارانكيا – قرطاجنة                   | مرحلة مستوية         | 123٫4         | Luis Carlos Chía ‏  | Luis Carlos Chía ‏    |
| مرحلة 2       | 4 يونيو       | قرطاجنة – سينسليخو                   | مرحلة جبلية          | 176٫7         | نيلسون سوتو ‏       | Luis Carlos Chía ‏    |
| مرحلة 3       | 5 يونيو       | سينسليخو – مونتيريا                  | مرحلة مستوية         | 116٫9         | Luis Carlos Chía ‏  | Luis Carlos Chía ‏    |
| مرحلة 4       | 6 يونيو       | Caucasia, Antioquia ‏ – بلدية يارومال | مرحلة جبلية          | 158٫4         | Óscar Quiroz ‏      | Óscar Quiroz ‏        |
| مرحلة 5       | 7 يونيو       | بلدية يارومال – لا يونيون            | مرحلة جبلية متوسطة   | 189٫1         | فابيو دوارتي       | Cristian David Rico ‏ |
| مرحلة 6       | 8 يونيو       | ريونيغرو – La Dorada ‏                | مرحلة جبلية          | 202٫6         | Juan Sossa ‏        | Cristian David Rico ‏ |
| مرحلة 7       | 9 يونيو       | ماريكيتا، توليما ‏ – Alto del Vino ‏   | مرحلة جبلية          | 140٫4         | Edgar Cadena ‏      | Cristian David Rico ‏ |
| مرحلة 8       | 10 يونيو      | Sopó ‏ – Somondoco ‏                   | مرحلة جبلية متوسطة   | 96٫3          | Aldemar Reyes ‏     | فابيو دوارتي         |
| مرحلة 9       | 11 يونيو      | Guateque ‏ – Santa Rosa de Viterbo ‏   | مرحلة جبلية متوسطة   | 182٫2         | Robinson Chalapud ‏ | فابيو دوارتي         |
| مرحلة 10      | 12 يونيو      | Paipa ‏ – تونخا                       | صعود الجبل ضد الساعة | 41٫9          | رودريغو كونتريرز   | فابيو دوارتي         |

## النتيجة

### مرحلة 1
هي مرحلة بسيطة، أقيمت في 3 يونيو 2022، وامتدّت لمسافة 123.4 كيلومتر. فاز بالمرحلة Luis Carlos Chía ‏، وكان متصدر الترتيب العام في نهاية المرحلة Luis Carlos Chía ‏.
| التصنيف العام         | التصنيف العام            | التصنيف العام | التصنيف العام                           | التصنيف العام |
| العداء                | العداء                   | البلد         | الفريق                                  | الوقت         |
| --------------------- | ------------------------ | ------------- | --------------------------------------- | ------------- |
| 1                     | Luis Carlos Chía ‏        | كولومبيا      | Supergiros-Alcaldía de Manizales ‏       | 2 س 49 د 58 ث |
| 2                     | Juan Alejandro Umba ‏     | كولومبيا      | Boyacá Raza de Campeones ‏               | + 4 ث         |
| 3                     | Carlos Samudio ‏          | بنما          | Sistecredito-GW ‏                        | + 4 ث         |
| 4                     | جوردن بارا               | كولومبيا      | Petrolike ‏                              | + 6 ث         |
| 5                     | Camilo Castro ‏           | كولومبيا      | Colnago CM Team ‏                        | + 7 ث         |
| 6                     | إغناثيو برادو            | المكسيك       | زيرو أونو كانيل 2022 ‏                   | + 8 ث         |
| 7                     | Nestor Rueda ‏            | كولومبيا      | Néctar - Indeportes Cundinamarca ‏       | + 8 ث         |
| 8                     | Fabián Stiven Cifuentes ‏ | كولومبيا      | Construcciones Zea - El Faro Eléctrico ‏ | + 8 ث         |
| 9                     | Miguel Luis Álvarez ‏     | المكسيك       | Petrolike ‏                              | + 9 ث         |
| 10                    | José Ramon Muñiz ‏        | المكسيك       | Petrolike ‏                              | + 9 ث         |
| مصدر: ProCyclingStats |                          |               |                                         |               |

### مرحلة 2
هي مرحلة جبلية، أقيمت في 4 يونيو 2022، وامتدّت لمسافة 176.7 كيلومتر. فاز بالمرحلة نيلسون سوتو ‏، وكان متصدر الترتيب العام في نهاية المرحلة Luis Carlos Chía ‏.
| التصنيف العام         | التصنيف العام               | التصنيف العام | التصنيف العام                     | التصنيف العام |
| العداء                | العداء                      | البلد         | الفريق                            | الوقت         |
| --------------------- | --------------------------- | ------------- | --------------------------------- | ------------- |
| 1                     | Luis Carlos Chía ‏           | كولومبيا      | Supergiros-Alcaldía de Manizales ‏ | 6 س 50 د 11 ث |
| 2                     | نيلسون سوتو ‏                | كولومبيا      | Colombia Tierra de Atletas-GW ‏    | + 4 ث         |
| 3                     | Juan Alejandro Umba ‏        | كولومبيا      | Boyacá Raza de Campeones ‏         | + 8 ث         |
| 4                     | Johan Colón ‏                | كولومبيا      | IDEA-Indeportes Antioquia ‏        | + 8 ث         |
| 5                     | Carlos Samudio ‏             | بنما          | Sistecredito-GW ‏                  | + 8 ث         |
| 6                     | Nestor Rueda ‏               | كولومبيا      | Néctar - Indeportes Cundinamarca ‏ | + 9 ث         |
| 7                     | José Ramon Muñiz ‏           | المكسيك       | Petrolike ‏                        | + 9 ث         |
| 8                     | جوردن بارا                  | كولومبيا      | Petrolike ‏                        | + 10 ث        |
| 9                     | Anuar David Castillo ‏       | كولومبيا      | Ampro-Cerveza Andina ‏             | + 10 ث        |
| 10                    | Luis Hernán Quiceno Garcés ‏ | كولومبيا      | Team Cartagena-Liciclismo ‏        | + 11 ث        |
| مصدر: ProCyclingStats |                             |               |                                   |               |

### مرحلة 3
هي مرحلة بسيطة، أقيمت في 5 يونيو 2022، وامتدّت لمسافة 116.9 كيلومتر. فاز بالمرحلة Luis Carlos Chía ‏، وكان متصدر الترتيب العام في نهاية المرحلة Luis Carlos Chía ‏.
| التصنيف العام         | التصنيف العام         | التصنيف العام | التصنيف العام                     | التصنيف العام |
| العداء                | العداء                | البلد         | الفريق                            | الوقت         |
| --------------------- | --------------------- | ------------- | --------------------------------- | ------------- |
| 1                     | Luis Carlos Chía ‏     | كولومبيا      | Supergiros-Alcaldía de Manizales ‏ | 9 س 13 د 03 ث |
| 2                     | نيلسون سوتو ‏          | كولومبيا      | Colombia Tierra de Atletas-GW ‏    | + 10 ث        |
| 3                     | Óscar Quiroz ‏         | كولومبيا      | Colombia Tierra de Atletas-GW ‏    | + 16 ث        |
| 4                     | Johan Colón ‏          | كولومبيا      | IDEA-Indeportes Antioquia ‏        | + 18 ث        |
| 5                     | Anuar David Castillo ‏ | كولومبيا      | Ampro-Cerveza Andina ‏             | + 18 ث        |
| 6                     | Carlos Samudio ‏       | بنما          | Sistecredito-GW ‏                  | + 18 ث        |
| 7                     | جوردن بارا            | كولومبيا      | Petrolike ‏                        | + 19 ث        |
| 8                     | Nestor Rueda ‏         | كولومبيا      | Néctar - Indeportes Cundinamarca ‏ | + 19 ث        |
| 9                     | Edgar Cadena ‏         | المكسيك       | زيرو أونو كانيل 2022 ‏             | + 19 ث        |
| 10                    | José Ramon Muñiz ‏     | المكسيك       | Petrolike ‏                        | + 19 ث        |
| مصدر: ProCyclingStats |                       |               |                                   |               |

### مرحلة 4
هي مرحلة جبلية، أقيمت في 6 يونيو 2022، وامتدّت لمسافة 158.4 كيلومتر. فاز بالمرحلة Óscar Quiroz ‏، وكان متصدر الترتيب العام في نهاية المرحلة Óscar Quiroz ‏.
| التصنيف العام         | التصنيف العام        | التصنيف العام | التصنيف العام                     | التصنيف العام  |
| العداء                | العداء               | البلد         | الفريق                            | الوقت          |
| --------------------- | -------------------- | ------------- | --------------------------------- | -------------- |
| 1                     | Óscar Quiroz ‏        | كولومبيا      | Colombia Tierra de Atletas-GW ‏    | 13 س 43 د 22 ث |
| 2                     | Cristian David Rico ‏ | كولومبيا      | Colombia Tierra de Atletas-GW ‏    | + 27 ث         |
| 3                     | يسيد سييرا           | كولومبيا      | Néctar - Indeportes Cundinamarca ‏ | + 57 ث         |
| 4                     | Hernando Bohórquez ‏  | كولومبيا      | EPM-Scott ‏                        | + 1 د 07 ث     |
| 5                     | روبين داريو أكوستا   | كولومبيا      | EBSA Empresa de Energía Boyacá ‏   | + 1 د 15 ث     |
| 6                     | روبيزون أويولا       | كولومبيا      | ميديلين 2022 ‏                     | + 2 د 16 ث     |
| 7                     | Bernardo Suaza ‏      | كولومبيا      | Supergiros-Alcaldía de Manizales ‏ | + 2 د 39 ث     |
| 8                     | José Ramon Muñiz ‏    | المكسيك       | Petrolike ‏                        | + 3 د 56 ث     |
| 9                     | Marco Suesca ‏        | كولومبيا      | IDEA-Indeportes Antioquia ‏        | + 4 د 23 ث     |
| 10                    | خوان فيليبي أوسوريو  | كولومبيا      | IDEA-Indeportes Antioquia ‏        | + 4 د 51 ث     |
| مصدر: ProCyclingStats |                      |               |                                   |                |

### مرحلة 5
هي مرحلة جبلية متوسطة، أقيمت في 7 يونيو 2022، وامتدّت لمسافة 189.1 كيلومتر. فاز بالمرحلة فابيو دوارتي، وكان متصدر الترتيب العام في نهاية المرحلة Cristian David Rico ‏.
| التصنيف العام         | التصنيف العام         | التصنيف العام | التصنيف العام                     | التصنيف العام  |
| العداء                | العداء                | البلد         | الفريق                            | الوقت          |
| --------------------- | --------------------- | ------------- | --------------------------------- | -------------- |
| 1                     | Cristian David Rico ‏  | كولومبيا      | Colombia Tierra de Atletas-GW ‏    | 18 س 50 د 42 ث |
| 2                     | يسيد سييرا            | كولومبيا      | Néctar - Indeportes Cundinamarca ‏ | + 30 ث         |
| 3                     | Hernando Bohórquez ‏   | كولومبيا      | EPM-Scott ‏                        | + 40 ث         |
| 4                     | روبين داريو أكوستا    | كولومبيا      | EBSA Empresa de Energía Boyacá ‏   | + 48 ث         |
| 5                     | روبيزون أويولا        | كولومبيا      | ميديلين 2022 ‏                     | + 1 د 49 ث     |
| 6                     | Bernardo Suaza ‏       | كولومبيا      | Supergiros-Alcaldía de Manizales ‏ | + 2 د 32 ث     |
| 7                     | Marco Suesca ‏         | كولومبيا      | IDEA-Indeportes Antioquia ‏        | + 3 د 56 ث     |
| 8                     | خوان فيليبي أوسوريو   | كولومبيا      | IDEA-Indeportes Antioquia ‏        | + 4 د 24 ث     |
| 9                     | Óscar Quiroz ‏         | كولومبيا      | Colombia Tierra de Atletas-GW ‏    | + 4 د 48 ث     |
| 10                    | Camilo Andrés Robles ‏ | كولومبيا      | Indeportes Tolima es Pasión ‏      | + 6 د 15 ث     |
| مصدر: ProCyclingStats |                       |               |                                   |                |

### مرحلة 6
هي مرحلة جبلية، أقيمت في 8 يونيو 2022، وامتدّت لمسافة 202.6 كيلومتر. فاز بالمرحلة Juan Sossa ‏، وكان متصدر الترتيب العام في نهاية المرحلة Cristian David Rico ‏.
| التصنيف العام         | التصنيف العام            | التصنيف العام | التصنيف العام                     | التصنيف العام  |
| العداء                | العداء                   | البلد         | الفريق                            | الوقت          |
| --------------------- | ------------------------ | ------------- | --------------------------------- | -------------- |
| 1                     | Cristian David Rico ‏     | كولومبيا      | Colombia Tierra de Atletas-GW ‏    | 23 س 24 د 28 ث |
| 2                     | يسيد سييرا               | كولومبيا      | Néctar - Indeportes Cundinamarca ‏ | + 30 ث         |
| 3                     | Hernando Bohórquez ‏      | كولومبيا      | EPM-Scott ‏                        | + 40 ث         |
| 4                     | روبين داريو أكوستا       | كولومبيا      | EBSA Empresa de Energía Boyacá ‏   | + 48 ث         |
| 5                     | روبيزون أويولا           | كولومبيا      | ميديلين 2022 ‏                     | + 2 د 09 ث     |
| 6                     | Bernardo Suaza ‏          | كولومبيا      | Supergiros-Alcaldía de Manizales ‏ | + 2 د 32 ث     |
| 7                     | Marco Suesca ‏            | كولومبيا      | IDEA-Indeportes Antioquia ‏        | + 3 د 56 ث     |
| 8                     | خوان فيليبي أوسوريو      | كولومبيا      | IDEA-Indeportes Antioquia ‏        | + 4 د 24 ث     |
| 9                     | Camilo Andrés Robles ‏    | كولومبيا      | Indeportes Tolima es Pasión ‏      | + 6 د 15 ث     |
| 10                    | Jhon Anderson Rodríguez ‏ | كولومبيا      | EPM-Scott ‏                        | + 6 د 17 ث     |
| مصدر: ProCyclingStats |                          |               |                                   |                |

### مرحلة 7
هي مرحلة جبلية، أقيمت في 9 يونيو 2022، وامتدّت لمسافة 140.4 كيلومتر. فاز بالمرحلة Edgar Cadena ‏، وكان متصدر الترتيب العام في نهاية المرحلة Cristian David Rico ‏.
| التصنيف العام         | التصنيف العام        | التصنيف العام | التصنيف العام                     | التصنيف العام  |
| العداء                | العداء               | البلد         | الفريق                            | الوقت          |
| --------------------- | -------------------- | ------------- | --------------------------------- | -------------- |
| 1                     | Cristian David Rico ‏ | كولومبيا      | Colombia Tierra de Atletas-GW ‏    | 27 س 58 د 46 ث |
| 2                     | Hernando Bohórquez ‏  | كولومبيا      | EPM-Scott ‏                        | + 29 ث         |
| 3                     | جولييان كاردونا      | كولومبيا      | Sistecredito-GW ‏                  | + 1 د 19 ث     |
| 4                     | فابيو دوارتي         | كولومبيا      | ميديلين 2022 ‏                     | + 1 د 30 ث     |
| 5                     | Bernardo Suaza ‏      | كولومبيا      | Supergiros-Alcaldía de Manizales ‏ | + 2 د 32 ث     |
| 6                     | روبين داريو أكوستا   | كولومبيا      | EBSA Empresa de Energía Boyacá ‏   | + 3 د 00 ث     |
| 7                     | Marco Suesca ‏        | كولومبيا      | IDEA-Indeportes Antioquia ‏        | + 3 د 21 ث     |
| 8                     | أنخيل سانشيز ‏        | كولومبيا      | IDEA-Indeportes Antioquia ‏        | + 4 د 57 ث     |
| 9                     | Wilson Peña ‏         | كولومبيا      | Colombia Tierra de Atletas-GW ‏    | + 5 د 16 ث     |
| 10                    | يسيد سييرا           | كولومبيا      | Néctar - Indeportes Cundinamarca ‏ | + 5 د 16 ث     |
| مصدر: ProCyclingStats |                      |               |                                   |                |

### مرحلة 8
هي مرحلة جبلية متوسطة، أقيمت في 10 يونيو 2022، وامتدّت لمسافة 96.3 كيلومتر. فاز بالمرحلة Aldemar Reyes ‏، وكان متصدر الترتيب العام في نهاية المرحلة فابيو دوارتي.
| التصنيف العام         | التصنيف العام        | التصنيف العام | التصنيف العام                     | التصنيف العام  |
| العداء                | العداء               | البلد         | الفريق                            | الوقت          |
| --------------------- | -------------------- | ------------- | --------------------------------- | -------------- |
| 1                     | فابيو دوارتي         | كولومبيا      | ميديلين 2022 ‏                     | 30 س 09 د 55 ث |
| 2                     | Hernando Bohórquez ‏  | كولومبيا      | EPM-Scott ‏                        | + 59 ث         |
| 3                     | Bernardo Suaza ‏      | كولومبيا      | Supergiros-Alcaldía de Manizales ‏ | + 2 د 54 ث     |
| 4                     | جولييان كاردونا      | كولومبيا      | Sistecredito-GW ‏                  | + 2 د 59 ث     |
| 5                     | Marco Suesca ‏        | كولومبيا      | IDEA-Indeportes Antioquia ‏        | + 3 د 15 ث     |
| 6                     | أنخيل سانشيز ‏        | كولومبيا      | IDEA-Indeportes Antioquia ‏        | + 3 د 47 ث     |
| 7                     | Cristian David Rico ‏ | كولومبيا      | Colombia Tierra de Atletas-GW ‏    | + 4 د 11 ث     |
| 8                     | روبين داريو أكوستا   | كولومبيا      | EBSA Empresa de Energía Boyacá ‏   | + 5 د 10 ث     |
| 9                     | Wilson Peña ‏         | كولومبيا      | Colombia Tierra de Atletas-GW ‏    | + 5 د 25 ث     |
| 10                    | Robinson Chalapud ‏   | كولومبيا      | Team Banco Guayaquil ‏             | + 5 د 29 ث     |
| مصدر: ProCyclingStats |                      |               |                                   |                |

### مرحلة 9
هي مرحلة جبلية متوسطة، أقيمت في 11 يونيو 2022، وامتدّت لمسافة 182.2 كيلومتر. فاز بالمرحلة Robinson Chalapud ‏، وكان متصدر الترتيب العام في نهاية المرحلة فابيو دوارتي.
| التصنيف العام         | التصنيف العام        | التصنيف العام | التصنيف العام                     | التصنيف العام  |
| العداء                | العداء               | البلد         | الفريق                            | الوقت          |
| --------------------- | -------------------- | ------------- | --------------------------------- | -------------- |
| 1                     | فابيو دوارتي         | كولومبيا      | ميديلين 2022 ‏                     | 34 س 50 د 30 ث |
| 2                     | Hernando Bohórquez ‏  | كولومبيا      | EPM-Scott ‏                        | + 1 د 48 ث     |
| 3                     | جولييان كاردونا      | كولومبيا      | Sistecredito-GW ‏                  | + 3 د 10 ث     |
| 4                     | Marco Suesca ‏        | كولومبيا      | IDEA-Indeportes Antioquia ‏        | + 3 د 20 ث     |
| 5                     | Bernardo Suaza ‏      | كولومبيا      | Supergiros-Alcaldía de Manizales ‏ | + 3 د 43 ث     |
| 6                     | أنخيل سانشيز ‏        | كولومبيا      | IDEA-Indeportes Antioquia ‏        | + 3 د 52 ث     |
| 7                     | Cristian David Rico ‏ | كولومبيا      | Colombia Tierra de Atletas-GW ‏    | + 5 د 00 ث     |
| 8                     | Robinson Chalapud ‏   | كولومبيا      | Team Banco Guayaquil ‏             | + 5 د 19 ث     |
| 9                     | Wilson Peña ‏         | كولومبيا      | Colombia Tierra de Atletas-GW ‏    | + 5 د 30 ث     |
| 10                    | روبين داريو أكوستا   | كولومبيا      | EBSA Empresa de Energía Boyacá ‏   | + 5 د 59 ث     |
| مصدر: ProCyclingStats |                      |               |                                   |                |

### مرحلة 10
هي مرحلة أقيمت في 12 يونيو 2022، وامتدّت لمسافة 41.9 كيلومتر. فاز بالمرحلة رودريغو كونتريرز، وكان متصدر الترتيب العام في نهاية المرحلة فابيو دوارتي.
| التصنيف العام         | التصنيف العام        | التصنيف العام | التصنيف العام                     | التصنيف العام  |
| العداء                | العداء               | البلد         | الفريق                            | الوقت          |
| --------------------- | -------------------- | ------------- | --------------------------------- | -------------- |
| 1                     | فابيو دوارتي         | كولومبيا      | ميديلين 2022 ‏                     | 35 س 52 د 45 ث |
| 2                     | Hernando Bohórquez ‏  | كولومبيا      | EPM-Scott ‏                        | + 5 د 02 ث     |
| 3                     | جولييان كاردونا      | كولومبيا      | Sistecredito-GW ‏                  | + 6 د 13 ث     |
| 4                     | Wilson Peña ‏         | كولومبيا      | Colombia Tierra de Atletas-GW ‏    | + 7 د 42 ث     |
| 5                     | Marco Suesca ‏        | كولومبيا      | IDEA-Indeportes Antioquia ‏        | + 8 د 20 ث     |
| 6                     | أنخيل سانشيز ‏        | كولومبيا      | IDEA-Indeportes Antioquia ‏        | + 8 د 34 ث     |
| 7                     | Bernardo Suaza ‏      | كولومبيا      | Supergiros-Alcaldía de Manizales ‏ | + 8 د 44 ث     |
| 8                     | Robinson Chalapud ‏   | كولومبيا      | Team Banco Guayaquil ‏             | + 9 د 09 ث     |
| 9                     | رودريغو كونتريرز     | كولومبيا      | EPM-Scott ‏                        | + 10 د 14 ث    |
| 10                    | Cristian David Rico ‏ | كولومبيا      | Colombia Tierra de Atletas-GW ‏    | + 10 د 46 ث    |
| مصدر: ProCyclingStats |                      |               |                                   |                |

## التصنيف العام النهائي
| التصنيف العام         | التصنيف العام        | التصنيف العام | التصنيف العام                     | التصنيف العام  |
| العداء                | العداء               | البلد         | الفريق                            | الوقت          |
| --------------------- | -------------------- | ------------- | --------------------------------- | -------------- |
| 1                     | فابيو دوارتي         | كولومبيا      | ميديلين 2022 ‏                     | 35 س 52 د 45 ث |
| 2                     | Hernando Bohórquez ‏  | كولومبيا      | EPM-Scott ‏                        | + 5 د 02 ث     |
| 3                     | جولييان كاردونا      | كولومبيا      | Sistecredito-GW ‏                  | + 6 د 13 ث     |
| 4                     | Wilson Peña ‏         | كولومبيا      | Colombia Tierra de Atletas-GW ‏    | + 7 د 42 ث     |
| 5                     | Marco Suesca ‏        | كولومبيا      | IDEA-Indeportes Antioquia ‏        | + 8 د 20 ث     |
| 6                     | أنخيل سانشيز ‏        | كولومبيا      | IDEA-Indeportes Antioquia ‏        | + 8 د 34 ث     |
| 7                     | Bernardo Suaza ‏      | كولومبيا      | Supergiros-Alcaldía de Manizales ‏ | + 8 د 44 ث     |
| 8                     | Robinson Chalapud ‏   | كولومبيا      | Team Banco Guayaquil ‏             | + 9 د 09 ث     |
| 9                     | رودريغو كونتريرز     | كولومبيا      | EPM-Scott ‏                        | + 10 د 14 ث    |
| 10                    | Cristian David Rico ‏ | كولومبيا      | Colombia Tierra de Atletas-GW ‏    | + 10 د 46 ث    |
| مصدر: ProCyclingStats |                      |               |                                   |                |

### تصنيف النقاط
| تصنيف النقاط          | تصنيف النقاط         | تصنيف النقاط | تصنيف النقاط                   | تصنيف النقاط |
| العداء                | العداء               | البلد        | الفريق                         | النقاط       |
| --------------------- | -------------------- | ------------ | ------------------------------ | ------------ |
| 1                     | Aldemar Reyes ‏       | كولومبيا     | ميديلين 2022 ‏                  | 54 نقطة      |
| 2                     | فابيو دوارتي         | كولومبيا     | ميديلين 2022 ‏                  | 47 نقطة      |
| 3                     | نيلسون سوتو ‏         | كولومبيا     | Colombia Tierra de Atletas-GW ‏ | 40 نقطة      |
| 4                     | Óscar Fernández ‏     | كولومبيا     | Boyacá Raza de Campeones ‏      | 32 نقطة      |
| 5                     | Robinson Chalapud ‏   | كولومبيا     | Team Banco Guayaquil ‏          | 30 نقطة      |
| 6                     | أنخيل سانشيز ‏        | كولومبيا     | IDEA-Indeportes Antioquia ‏     | 29 نقطة      |
| 7                     | Brayan Sánchez ‏      | كولومبيا     | ميديلين 2022 ‏                  | 24 نقطة      |
| 8                     | Juan Alejandro Umba ‏ | كولومبيا     | Boyacá Raza de Campeones ‏      | 22 نقطة      |
| 9                     | Hernando Bohórquez ‏  | كولومبيا     | EPM-Scott ‏                     | 22 نقطة      |
| 10                    | Rafael Pineda ‏       | كولومبيا     | Colombia Tierra de Atletas-GW ‏ | 22 نقطة      |
| مصدر: ProCyclingStats |                      |              |                                |              |

### تصنيف الجبال
| تصنيف الجبال          | تصنيف الجبال         | تصنيف الجبال | تصنيف الجبال                            | تصنيف الجبال |
| العداء                | العداء               | البلد        | الفريق                                  | النقاط       |
| --------------------- | -------------------- | ------------ | --------------------------------------- | ------------ |
| 1                     | Santiago Montenegro ‏ | الإكوادور    | Movistar-Best PC ‏                       | 42 نقطة      |
| 2                     | Edgar Cadena ‏        | المكسيك      | زيرو أونو كانيل 2022 ‏                   | 31 نقطة      |
| 3                     | نيكولاس باريديس      | كولومبيا     | Fundecom - Multirepuestos Bosa - Gocci ‏ | 27 نقطة      |
| 4                     | يسيد سييرا           | كولومبيا     | Néctar - Indeportes Cundinamarca ‏       | 26 نقطة      |
| 5                     | Óscar Fernández ‏     | كولومبيا     | Boyacá Raza de Campeones ‏               | 24 نقطة      |
| 6                     | Cristian David Rico ‏ | كولومبيا     | Colombia Tierra de Atletas-GW ‏          | 20 نقطة      |
| 7                     | Wilson Peña ‏         | كولومبيا     | Colombia Tierra de Atletas-GW ‏          | 18 نقطة      |
| 8                     | جولييان كاردونا      | كولومبيا     | Sistecredito-GW ‏                        | 17 نقطة      |
| 9                     | هيرنان أغيري         | كولومبيا     | Sistecredito-GW ‏                        | 15 نقطة      |
| 10                    | فابيو دوارتي         | كولومبيا     | ميديلين 2022 ‏                           | 15 نقطة      |
| مصدر: ProCyclingStats |                      |              |                                         |              |

## تصنيف الفرق

### الفرق حسب الوقت
| تصنيف الفرق حسب الوقت | تصنيف الفرق حسب الوقت                   | تصنيف الفرق حسب الوقت | تصنيف الفرق حسب الوقت |
| الفريق                | الفريق                                  | البلد                 | الوقت                 |
| --------------------- | --------------------------------------- | --------------------- | --------------------- |
| 1                     | ميديلين 2022 ‏                           | كولومبيا              | 107 س 41 د 22 ث       |
| 2                     | Colombia Tierra de Atletas-GW ‏          | كولومبيا              | + 4 د 13 ث            |
| 3                     | EPM-Scott ‏                              | كولومبيا              | + 23 د 08 ث           |
| 4                     | Sistecredito-GW ‏                        | كولومبيا              | + 35 د 49 ث           |
| 5                     | IDEA-Indeportes Antioquia ‏              | كولومبيا              | + 39 د 20 ث           |
| 6                     | Team Banco Guayaquil ‏                   | الإكوادور             | + 53 د 47 ث           |
| 7                     | Fundecom - Multirepuestos Bosa - Gocci ‏ | كولومبيا              | + 1 س 11 د 07 ث       |
| 8                     | EBSA Empresa de Energía Boyacá ‏         | كولومبيا              | + 1 س 11 د 08 ث       |
| 9                     | Supergiros-Alcaldía de Manizales ‏       | كولومبيا              | + 1 س 15 د 55 ث       |
| 10                    | Boyacá Raza de Campeones ‏               | كولومبيا              | + 1 س 36 د 06 ث       |
| مصدر: ProCyclingStats |                                         |                       |                       |

## تصانيف فرعية

### تصنيف أفضل عداء
| تصنيف أفضل عداء       | تصنيف أفضل عداء   | تصنيف أفضل عداء | تصنيف أفضل عداء                 | تصنيف أفضل عداء |
| العداء                | العداء            | البلد           | الفريق                          | النقاط          |
| --------------------- | ----------------- | --------------- | ------------------------------- | --------------- |
| 1                     | Óscar Fernández ‏  | كولومبيا        | Boyacá Raza de Campeones ‏       | 19 نقطة         |
| 2                     | روبنسون أورتيغا ‏  | كولومبيا        | EBSA Empresa de Energía Boyacá ‏ | 9 نقطة          |
| 3                     | نيلسون سوتو ‏      | كولومبيا        | Colombia Tierra de Atletas-GW ‏  | 9 نقطة          |
| 4                     | Aldemar Reyes ‏    | كولومبيا        | ميديلين 2022 ‏                   | 9 نقطة          |
| 5                     | José Ramon Muñiz ‏ | المكسيك         | Petrolike ‏                      | 8 نقطة          |
| 6                     | Edgar Cadena ‏     | المكسيك         | زيرو أونو كانيل 2022 ‏           | 5 نقطة          |
| 7                     | جولييان كاردونا   | كولومبيا        | Sistecredito-GW ‏                | 4 نقطة          |
| 8                     | Alexis Quinteros ‏ | الإكوادور       | Team Banco Guayaquil ‏           | 3 نقطة          |
| 9                     | Juan Sossa ‏       | كولومبيا        | Boyacá Raza de Campeones ‏       | 3 نقطة          |
| 10                    | William Cerquera ‏ | كولومبيا        | Indeportes Tolima es Pasión ‏    | 3 نقطة          |
| مصدر: ProCyclingStats |                   |                 |                                 |                 |

### تصنيف أفضل شاب
| تصنيف أفضل شاب        | تصنيف أفضل شاب        | تصنيف أفضل شاب | تصنيف أفضل شاب                          | تصنيف أفضل شاب  |
| العداء                | العداء                | البلد          | الفريق                                  | الوقت           |
| --------------------- | --------------------- | -------------- | --------------------------------------- | --------------- |
| 1                     | Cristian David Rico ‏  | كولومبيا       | Colombia Tierra de Atletas-GW ‏          | 36 س 03 د 31 ث  |
| 2                     | Edgar Cadena ‏         | المكسيك        | زيرو أونو كانيل 2022 ‏                   | + 3 د 10 ث      |
| 3                     | Edinson Callejas ‏     | كولومبيا       | Fundecom - Multirepuestos Bosa - Gocci ‏ | + 11 د 06 ث     |
| 4                     | Óscar Fernández ‏      | كولومبيا       | Boyacá Raza de Campeones ‏               | + 13 د 51 ث     |
| 5                     | Camilo Andrés Robles ‏ | كولومبيا       | Indeportes Tolima es Pasión ‏            | + 26 د 18 ث     |
| 6                     | José Ramon Muñiz ‏     | المكسيك        | Petrolike ‏                              | + 27 د 04 ث     |
| 7                     | Marlon Diagama ‏       | كولومبيا       | Boyacá Raza de Campeones ‏               | + 36 د 22 ث     |
| 8                     | Jose Misael Urian ‏    | كولومبيا       | Boyacá Raza de Campeones ‏               | + 42 د 46 ث     |
| 9                     | Segundo Omar Pira ‏    | كولومبيا       | EBSA Empresa de Energía Boyacá ‏         | + 54 د 27 ث     |
| 10                    | César David Guavita ‏  | كولومبيا       | Team Cartagena-Liciclismo ‏              | + 1 س 01 د 46 ث |
| مصدر: ProCyclingStats |                       |                |                                         |                 |

## وصلات خارجية
- لمحة عن سباق فولتا كولومبيا 2022 على موقع  ProCyclingStats   (برو  سايكلنج  ستاتس) - إحصاءات  محترفي  الدراجات.
- فولتا كولومبيا 2022 على موقع إحصائيات الدراجات الإحترافية (الإنجليزية)